# شريقة
شريقة (الاسم العلمي Fagonia sinaica)، نوع نبات يتبع جنس شكاعة وفصيلة القديسية